# Martti Servo & Napander
Martti Servo & Napander es una banda finlandesa que produce música de estilo Schlager, hecha para un público de todas las edades. El grupo lanzó su primer álbum en el año 1997. Hicieron su primera aparición en el canal MTV3 en el programa Huomenta Suomi en agosto de ese mismo año. En el año 2002 Servo y su banda crearon en el canal Nelonen un tema llamado Tummien vesien tulkit. Posteriormente crearon la canción Mikä on kun ei taidot riitä, canción que les impulsó y fue un gran avance para ellos.
Hay varias canciones que fueron usadas para más fines aparte del puramente musical, tales como Mikä on kun ei taidot riitä, Ufo tarjosi kaakaon, Lätkän ihmemaa (tema musical del campeonato Mundial de Hockey sobre Hielo (2003)), Maailman sinisin taivas (usado también para un anuncio de margarina) junto con Hitti-Litti Litmanen (dedicado al futbolista Jari Litmanen). Las letras de las canciones de Martti Servo están escritas en un tono absurdo y humorístico, denotando una actitud positiva ante la vida que el grupo trata de contagiar.

## Miembros
- Martti Servo (vocal y saxofón)
- Mauno Tiira (guitarra)
- Antero Kyllästinen (guitarra)
- Juha Lötjönen (batería),
- Erkka Alonen (bajo)
- Hannu Muukkula (teclados)

## Discografía

### Álbumes

#### Estudio
- 1997: Jälkijunassa - 13 suurinta (1997)
- 1998: Pelisäännöt (1998)
- 2000: Hyvältä näyttää! (2000)
- 2003: Täysosuma (2003)
- 2005: Sydämen amiraali (2005)
- 2006: Bravo Napander (2006)
- 2007: Täältä pesee! (2007)
- 2010: Kestävällä pohjalla (2010)
- 2013: Showtime! (2013)
- 2017: Teräsmylly jauhaa

#### Directos y recopilatorios
- Avatkaa ovi! (2002)
- Hittirähinä 1 (2008)

### Sencillos y EP
- Johtotähti (1997)
- Viikonloppu (1997)
- Maailman sinisin taivas (1998)
- Martin joulutervehdys (1998)
- Aikuinen mies (1999)
- Hitti-Litti Litmanen (2000)
- Mikä on kun ei taidot riitä? (2003)
- Ufo tarjosi kaakaon (2003)
- Samba kuppi kuumaa (2003)
- Lätkän ihmemaa (2003)
- Vahva näyttö (2005)
- Sydämen amiraali (2005)
- Juhannuksen taika (2005)
- Katse penkkaan päin (2005)
- BoogieWoogieReggaePartyRock'nRollMan (2007)
- Rauhantekijä (2008)
- Nippa nappa niukin naukin (2010)
- Eiköhän kiitetä Riihelää (2010)
- Tänä kesänä mä rakastun/InstruIndex 2014 Tour (Maire Kukkonen ja Napander) (2014)
- Paljon onnea, Suomi! (digisingle) (2017)
- Rokkaava perjantai (digisingle) (2017)
- Nyt nollaan täysillä (digisingle) (2017)